# 響けプレリュード
「響けプレリュード」（ひびけプレリュード）は、大矢梨華子の1枚目のDEMO CD。2019年4月26日に東京・渋谷にあるライブハウスShibuya eggmanにてライブ後の物販にて発売開始された。

## 概要
ベイビーレイズJAPAN解散後、大矢梨華子ソロとしての初楽曲である。カラージャケット版が売切れたため、9月17日からモノクロジャケットの通常版の販売が開始された。また、2020年1月10日からは各社音楽配信サービスでの配信も開始した。2020年10月7日に、菊池亮太(アノアタリ)がピアノを担当したアコースティックバージョンが限定販売された。

## リリース日一覧
| 地域 | リリース日    | レーベル                 | 規格                                          | カタログ番号 |
| ---- | ------------- | ------------------------ | --------------------------------------------- | ------------ |
| 日本 | 2019年4月26日 | レプロエンタテインメント | demo CD (カラージャケット盤)                  |              |
| 日本 | 2019年4月26日 | レプロエンタテインメント | demo CD + ZINE                                |              |
| 日本 | 2019年9月17日 | レプロエンタテインメント | demo CD (モノクロジャケット盤)                |              |
| 日本 | 2020年1月10日 | レプロエンタテインメント | 音楽配信                                      |              |
| 日本 | 2020年10月7日 | レプロエンタテインメント | 音楽ダウンロード(大矢梨華子 ｘ 菊池亮太 ver.) |              |

## 収録曲
| #         | タイトル             | 作詞・作曲 | 編曲      | 時間 |
| --------- | -------------------- | ---------- | --------- | ---- |
| 1.        | 「響けプレリュード」 | 堀江晶太   | 堀江晶太  | 2:43 |
| 合計時間: | 合計時間:            | 合計時間:  | 合計時間: | 2:43 |

| #         | タイトル             | 作詞・作曲 | 編曲      | 時間 |
| --------- | -------------------- | ---------- | --------- | ---- |
| 1.        | 「響けプレリュード」 | 堀江晶太   | 堀江晶太  | 3:01 |
| 合計時間: | 合計時間:            | 合計時間:  | 合計時間: | 3:01 |

## 関連イベント
- 2018年11月23日、ベイビーレイズJAPAN解散後、B.B.B FES (Best Beautiful Booking Vol.2)（新宿ReNY）にて大矢梨華子ソロ活動が始動。その最初のライブで『響けプレリュード』を初披露された[2]。。本ライブでは、作曲者・作詞者である堀江晶太(PENGUIN RESEARCH)がベースを担当し、ギターは西川ノブユキ(アノアタリ)・神田ジョン(PENGUIN RESEARCH)、キーボードは菊池亮太(アノアタリ)、ドラムは新保恵大(PENGUIN RESEARCH)が担当した。
- 2019年4月26日、Girl’sUP!!! vol.263(Shibuya eggman)にてDEMO CD『響けプレリュード』の販売を開始。
- 2019年5月3日、ZINE(冊子＜1 st demo CD「響けプレリュード」付き＞ 発売記念イベントが開催され[3]、アコースティックバージョンの『響けプレリュード』が披露された。本イベントで販売されたZINEの『響けプレリュード』はスペシャル特典としてmiyamotomanamiデザインのアナザーCDジャケットとなっていた。
- 2019年8月25日、赤羽ReNY alphaで行われた「赤羽ReNY alpha オープン記念SP Booking 音渦-otouzu-」にて、大矢梨華子 1st Demo 「響けプレリュード」Music Video が初上映され、Youtubeでも公開された[4]。
- 2020年10月7日、CLUB CRAWLで「ヒロシとユカリのバンド推します〜番外編〜 大矢梨華子 × 菊池亮太（アノアタリ)  オンライン生ライブ!! 」が開催された。当日レコーディングされたアコースティックバージョンの 「響けプレリュード」の音源と動画がそれぞれ限定で販売された。